# Bulbophyllum ceratostyloides
Bulbophyllum ceratostyloides é uma espécie de orquídea (família Orchidaceae) pertencente ao gênero Bulbophyllum. Foi descrita por Henry Ridley em 1916.